# Santo Tomás (distrito de Cutervo)
Santo Tomás é um distrito do Peru, departamento de Cajamarca, localizada na província de Cutervo.

## Transporte
O distrito de Santo Tomás é servido pela seguinte rodovia:
- PE-3ND, que liga a cidade de Pimpingos ao distrito de Cutervo[1][2][3]